# Helicosteginopsis
Helicosteginopsis es un género de foraminífero bentónico de la subfamilia Helicolepidininae, de la familia Lepidocyclinidae, de la superfamilia Asterigerinoidea, del suborden Rotaliina y del orden Rotaliida. Su especie tipo es Helicostegina soldadoensis. Su rango cronoestratigráfico abarca el Priaboniense (Eoceno superior).

## Clasificación
Helicosteginopsis incluye a la siguiente especie:
- Helicosteginopsis soldadoensis †